# گابان، بوتسوانا
گابان (به انگلیسی: Gabane) شهری در ناحیهٔ کوننگ کشور بوتسوانا است که در سال ۲۰۰۰ میلادی ۱۲٬۵۳۰ نفر جمعیت داشته که از این تعداد، ۵٬۸۸۲ نفر مرد و ۶٬۶۴۸ نفر زن بوده‌اند.